# Frieseinae
Sous-famille
Les Frieseinae sont une sous-famille de collemboles de la famille des Neanuridae.

## Liste des genres
Selon Checklist of the Collembola of the World (version du 4 novembre 2019) :
- Friesea von Dalla Torre, 1895
- Gisinea Massoud, 1965
- Halofriesea Yoshii & Sawada, 1997
- Tremoisea Cassagnau, 1973

## Publication originale
- Massoud, 1967 : Monographie des Neanuridae, collemboles poduromorphes à pièces buccales modifiées. Biologie de l’Amérique Australe, vol. 3, p. 7-399.